# Barrhill (South Ayrshire)
Barrhill est un village situé dans le South Ayrshire, en Écosse.